# ソー (オー＝ド＝セーヌ県)

ソーの位置（イル＝ド＝フランス地域圏「小さな王冠」地図）

ソー （Sceaux）は、フランス、イル＝ド＝フランス地域圏、オー＝ド＝セーヌ県のコミューン。

## 地理
パリ南部郊外に位置し、ウルポワ地方（fr）に属する。フランス国道ゼロ地点であるノートルダム・ド・パリから南西9.8kmにあたる。ソーは、フランスのサンティアゴ・デ・コンポステーラの巡礼路の1つである、パリ南部緑地回廊（fr）で二分されている。主に住宅地として利用される。また、1794年に創設されたフェイアンヌ陶器工場が置かれている。

## 歴史

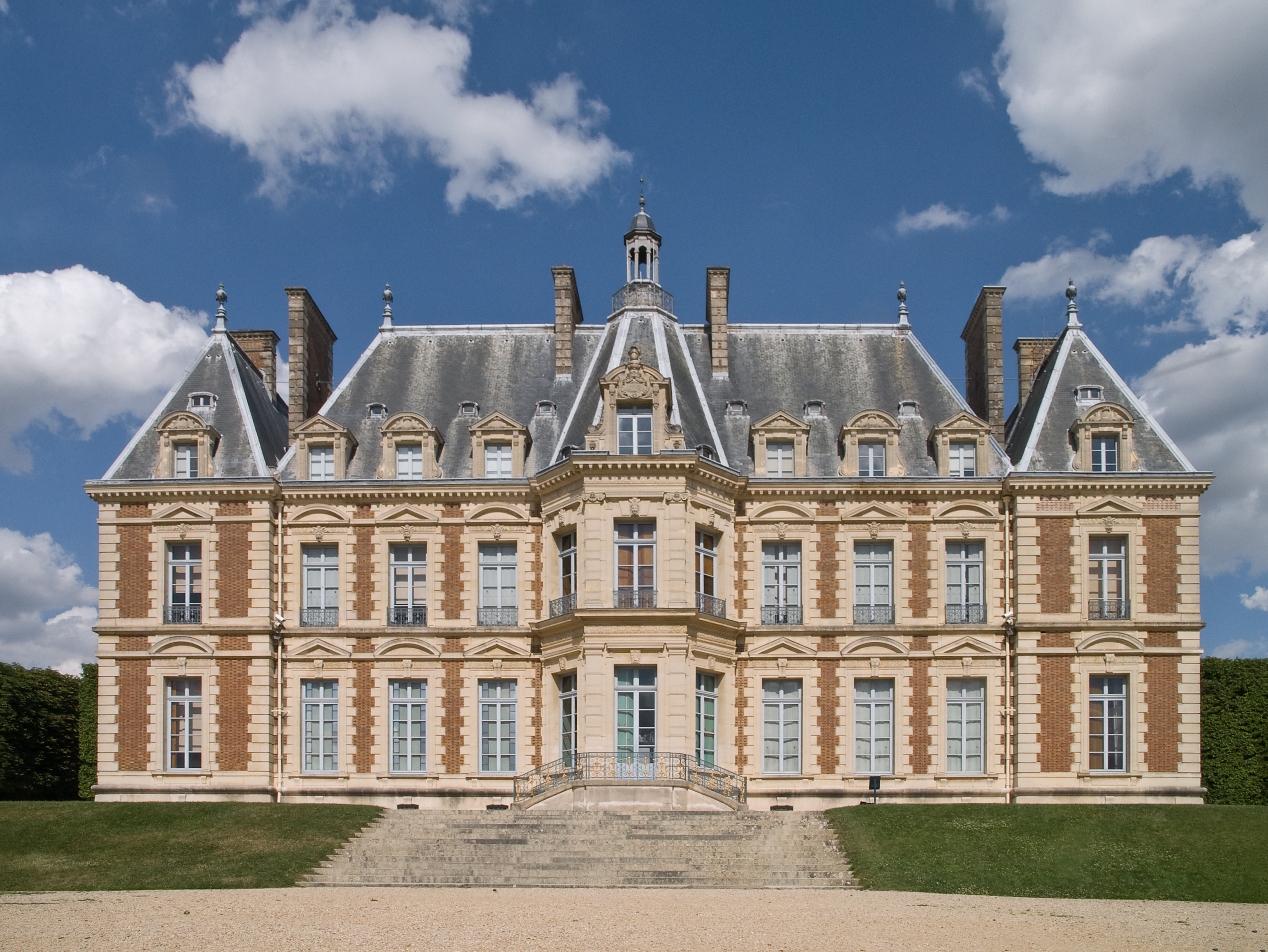
現在のソー公園にたつ城

ソーにキリスト教の教区があったのは、1203年の法令において証明されている。この時、シャトネ（現在のシャトネ＝マラブリー）の教区からソーは独立したとある。1214年、最初の教会がソーに建てられた。
ソーの土地のいくつかは封土として15世紀まで維持され、バイユ家がそれらを統一した。
ブール＝ラ＝レーヌおよびソーの領主であったジェヴル侯爵ルイ・ポティエは、妻がバイユ家の女子相続人であったことから領地を購入し、かつてバイユ家の邸宅があった場所に1597年頃大きな家を建てた。この邸宅は後の所有者となったジャン＝バティスト・コルベールによって手が加えられている。これらの土地にルネ・ポティエは1640年に『死の海』という名の池をつくらせた。
1670年からソーの荘園の領主となったコルベールは、1476年から廃墟のままであった教会を再建した。そして近接する土地を買って荘園を拡大した。彼はすでにあった邸宅を拡張させ、アンドレ・ル・ノートル設計のフランス庭園に変えた。フランス革命そして、1793年の国家による財産没収と国有化がなされるまで、ソーの荘園はコルベールの子孫から切り離されることはなかった。最後の領主は、ブルボン＝パンティエーヴル公ルイ・ジャンであった。革命後、コルベールが建てた城は取り壊された。現在のソー公園に残る城館は、1858年に第2代トレヴィーズ公爵が、かつてコルベールの城があった場所に建てたものである。
1793年当時、ソー＝パンティエーヴル（Sceaux-Penthièvre）と呼ばれていた地名はソー＝リュニテ（Sceaux-l'Unité）と変えられた。
1846年、ソー線が開業した。

## 交通
- 道路 - D60、D67
- 鉄道 - RER B線ソー駅、ロバンソン駅。

## 出身者
- マリー・ジョルジュ・ビュフェ - 政治家
- アラン・ドロン - 俳優

## 姉妹都市
- ブリュール、ドイツ
- ロイヤル・レミントン・スパ、イギリス